# Nintendo Switch (seria)

Logo Nintendo Switch

Nintendo Switch – seria hybrydowych konsoli do gier produkowana przez japońską firmę Nintendo w latach od 2017 roku. Konsole z serii charakteryzują się możliwością rozgrywki w trybie przenośnym i stacjonarnym. Zastąpiły serie konsol Wii i Nintendo DS.

## Konsole

### Nintendo Switch

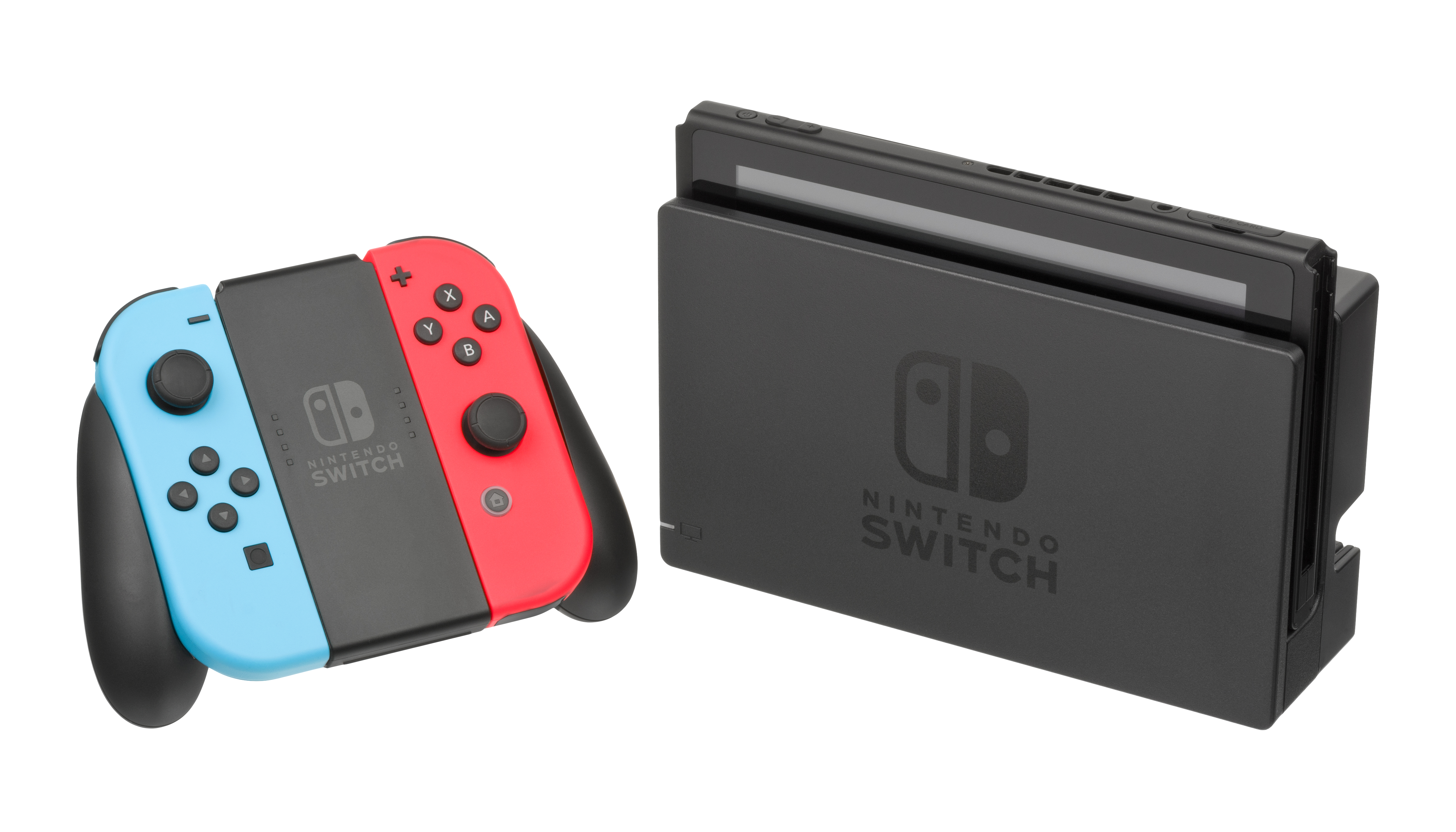
Pierwszy model z dokiem

Pierwsza konsola z serii. Została wydana w 2017 roku. Konsola została wyposażona w procesor główny i procesor graficzny oparte na technologii Tegra X1 firmy Nvidia. Składa się on z czterech rdzeni Cortex-A57 oraz czterech Cortex-A53. Wyświetla rozdzielczość 1080p w trybie telewizyjnym oraz 720p w trybie przenośnym. Pojemność pamięci wewnętrznej urządzenia to 32 GB. Obsługuje karty pamięci microSDHC i microSDXC o pojemności do 2 terabajtów.
Nintendo Switch Lite

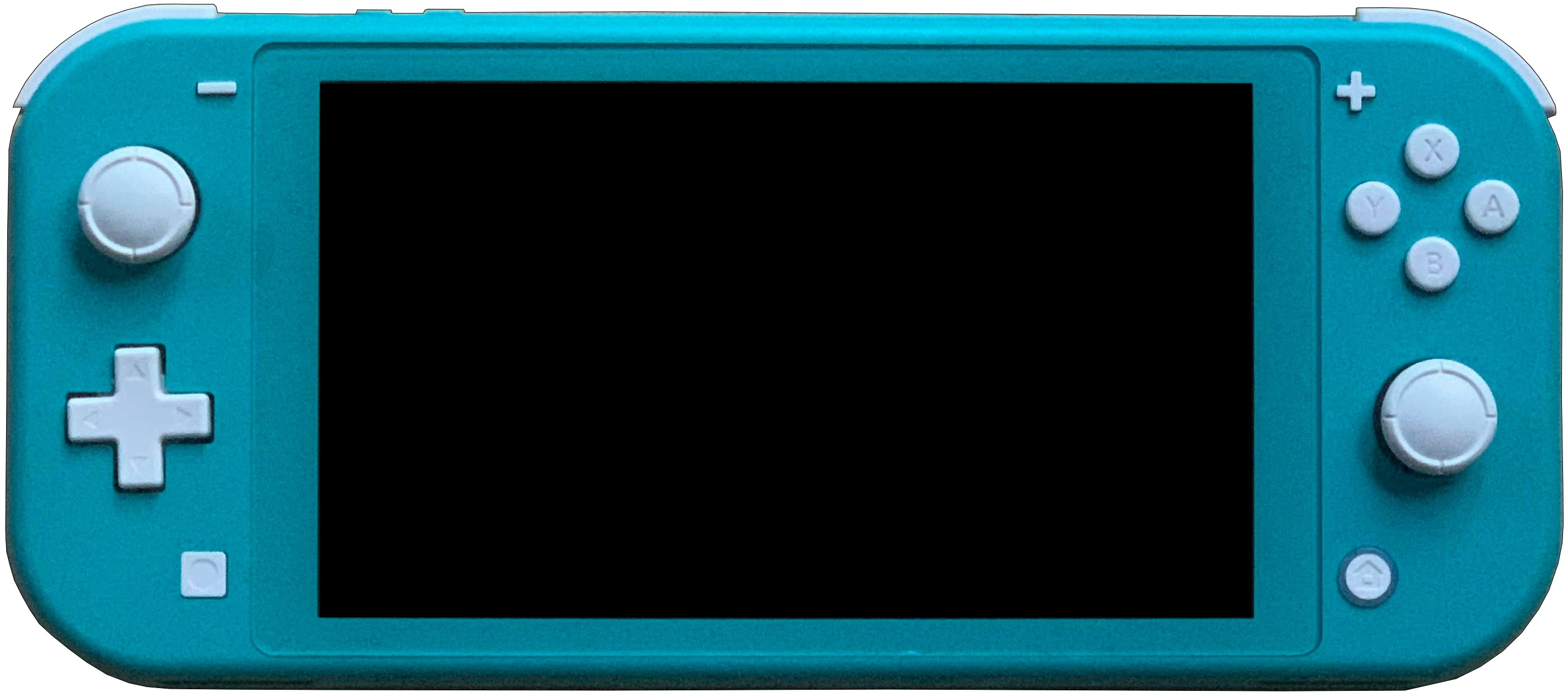
Wersja Lite

Ekonomiczna wersja konsoli, wydana 20 września 2019 roku. Potrafi uruchamiać większość gier z Nintendo Switch, wyłącznie w trybie przenośnym, a także jest pozbawiona kilku istotnych funkcji.
Nintendo Switch OLED

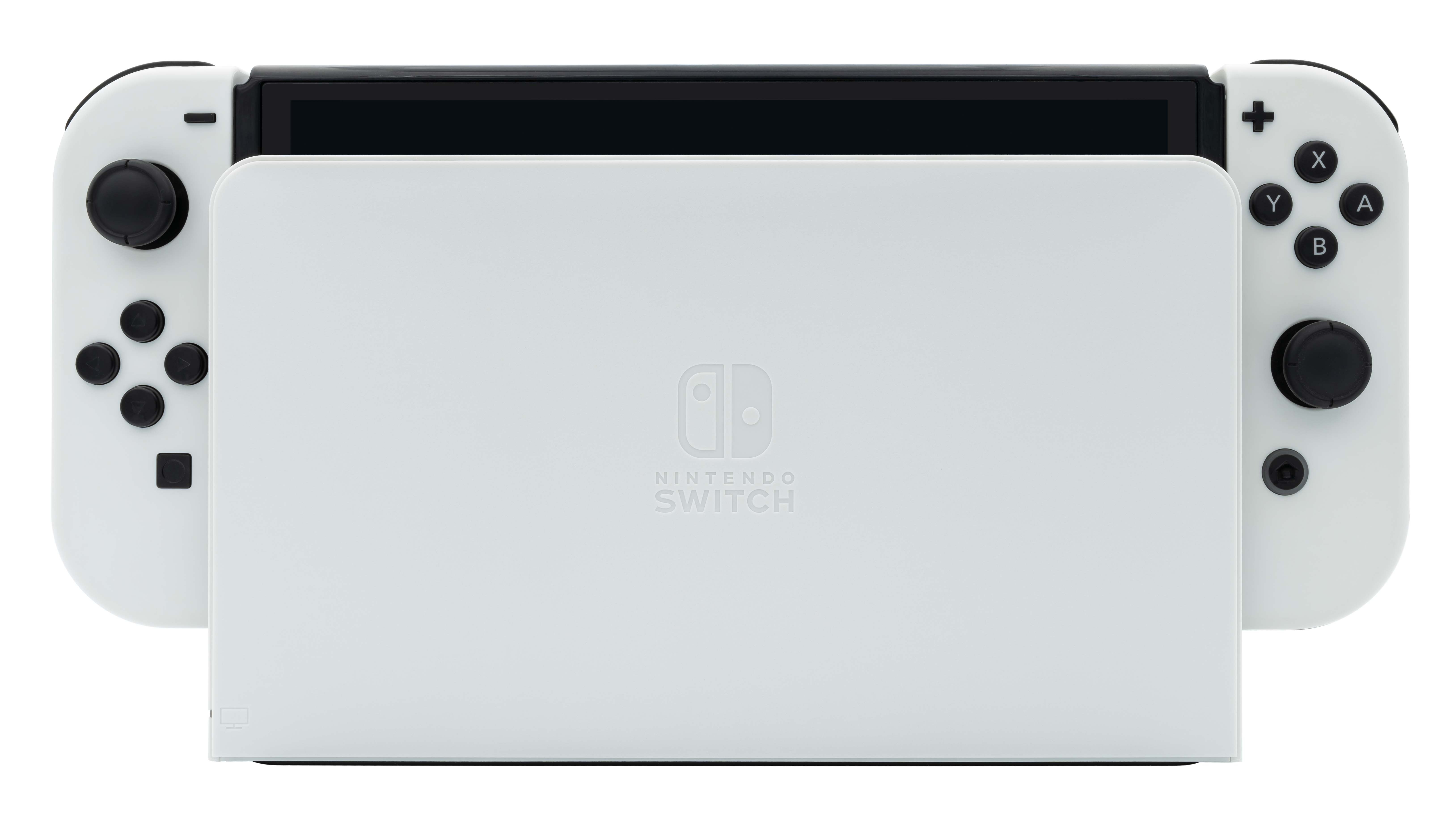
Wersja OLED w doku

Najmocniejszy i najnowszy model przenośnej konsoli gier wideo firmy Nintendo wydany 8 października 2021. Jest to ulepszony wariant konsoli Nintendo Switch z m.in. lepszym wyświetlaczem oraz większą ilością pamięci.

### Nintendo Switch 2

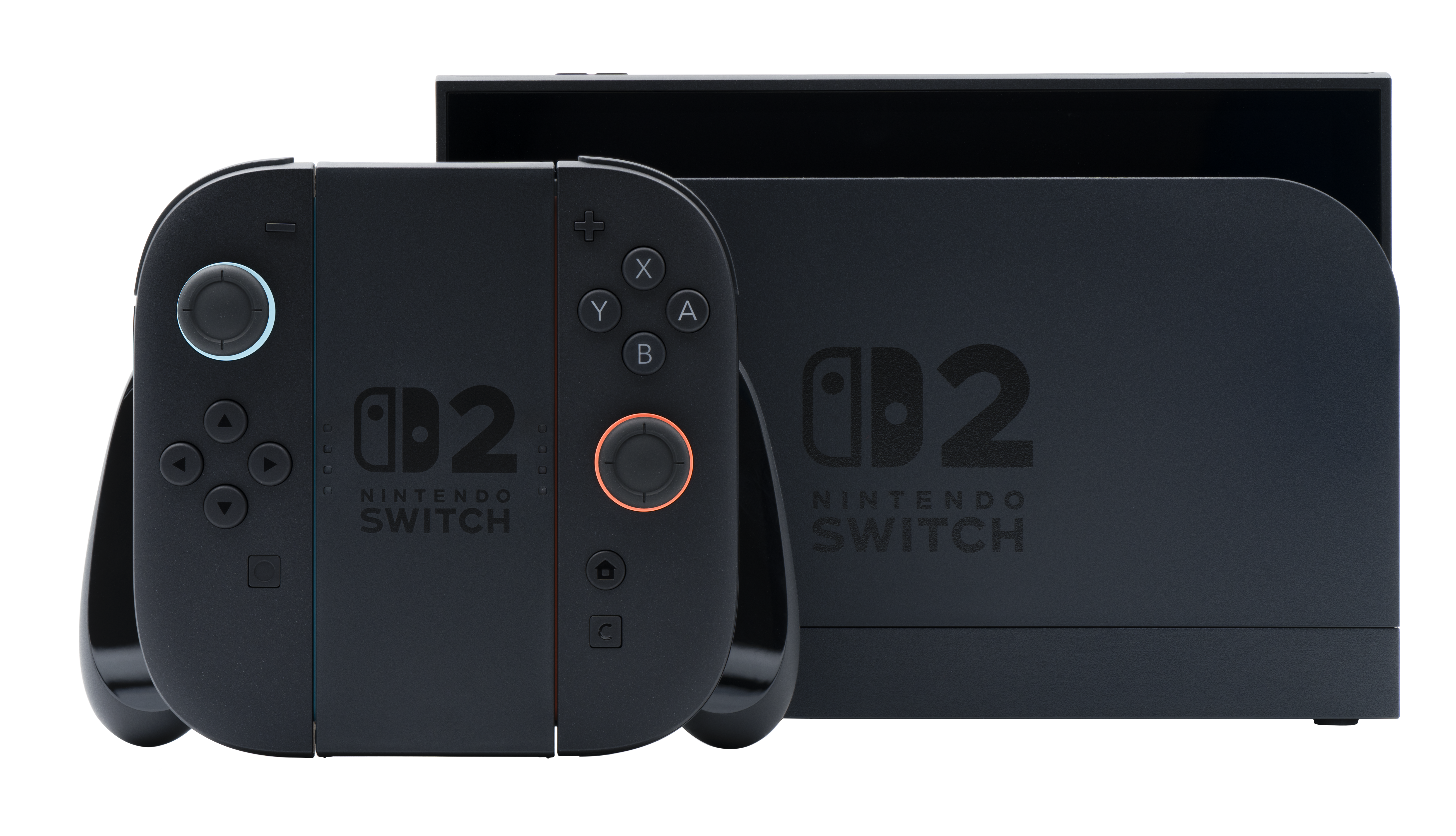
Konsola w doku

Następca konsoli Switch. Urządzenie miało swoją premierę 5 czerwca 2025 roku.